# إدي ميرفي
إدي ميرفي (بالإنجليزية: Eddie Murphy)‏ (1 يونيو 1934 بغلاسكو في المملكة المتحدة - ) هو لاعب كرة قدم بريطاني في مركز الدفاع. لعب مع أولدهام أثلتيك ونادي بانغور سيتي ونادي كلايد.

## وصلات خارجية
- إدي ميرفي على موقع عالم كرة القدم.نت (الإنجليزية)